# Atelognathus jeinimenensis
Atelognathus jeinimenensis là một loài ếch thuộc họ Leptodactylidae.
Đây là loài đặc hữu của Chile.
Môi trường sống tự nhiên của chúng là rừng ôn đới và đầm nước ngọt.
Chúng hiện đang bị đe dọa vì mất môi trường sống.